# 1998 no desporto

## Automobilismo
- 7 de setembro - Alessandro Zanardi é bicampeão da Fórmula Indy com quatro provas de antecedência.[1]
- 30 de agosto - Damon Hill vence o GP da Bélgica e a primeira da Jordan na Fórmula 1. Após a largada e o contorno da primeira curva "Le Source", a prova foi marcada pelo acidente provocado por David Coulthard, que perdeu controle de seu McLaren batendo na mureta de proteção e voltou à pista envolvendo 13 dos 22 carros em um dos maiores acidentes da história da Fórmula 1. 50 minutos mais tarde foi dada a relargada com 18 carros e como a maioria das equipes teve seus dois carros destruídos, quem não tinha a preferência no uso do carro reserva não puderam largar. Outra parte marcante e polêmica foi na 25ª volta, quando Schumacher, líder com mais de 37 segundos de vantagem para Hill, acerta a traseira do retardatário Coulthard. Com sua Ferrari danificada e sem capacidade de continuá-la, o alemão conseguiu levar seu carro até a garagem de sua equipe e irritado com a manobra, Schumacher foi até o box da McLaren para tirar satisfações com Coulthard, mas quando ia entrar na garagem, foi impedido pelos mecânicos da equipe inglesa. Schumacher alegou que Coulthard tirou o pé do acelerador de propósito e convencido que o piloto escocês o eliminou voluntariamente por ordem da McLaren para que seu companheiro Hakkinen mantenha a liderança do campeonato mundial.[2][3]
- 1 de novembro - Mika Hakkinen é campeão Mundial de Fórmula 1.[4]

## Basquetebol
- 14 de junho - O Chicago Bulls é tricampeão da NBA. O Chicago venceu o Utah Jazz pelo placar de 87 a 86 e com esse resultado fechou a série por 4 a 2. Esse foi o sexto título do time na década de 90 e Michael Jordan aclamado o melhor jogador de todos os tempos e um dos melhores desportistas masculinos do Mundo.[5][6][7]

## Futebol
- 30 de maio - O Palmeiras vence o Cruzeiro pelo placar de 2 a 0 no Morumbi e torna-se campeão da Copa do Brasil. No jogo de ida, o Verdão perdeu por 1 a 0 no Mineirão.[8]
- 10 de junho - No jogo de abertura da Copa do Mundo, o Brasil vence com dificuldades a Escócia por 2 a 1.[9]
- 12 de julho - A França derrota o Brasil por 3 a 0 e é campeã do Mundo pela primeira vez. [10]
- 21 de agosto - O Vasco completa 100 anos.
- 26 de agosto - O Vasco é bicampeão da América do Sul e campeão da Libertadores da América ao vencer o Barcelona de Guayaquil por 2 a 1 em Guayaquil, no ano de seu centenário. No jogo de ida, em São Januário, o "Cruzmaltino" venceu por 2 a 0.[11]
- 1 de outubro - Foram fundados os clubes Guaratinguetá Esporte Clube, Clube Atlético Joseense e Ipatinga Futebol Clube.
- 25 de outubro - Chicago Fire FC é campeão da MLS contra o DC United por 2 a 0.
- 23 de dezembro - O Corinthians é campeão brasileiro pela segunda vez, com uma vitória de 2 a 0 diante do Cruzeiro, no Morumbi, no terceiro e decisivo jogo. No primeiro jogo, o "Timão" empatou em 2 a 2 no Mineirão, e no segundo empatou em 1 a 1 no Morumbi.[12]
- 29 de dezembro - O Palmeiras vence o Cruzeiro por 1 a 0 no Palestra Itália e torna-se campeão da Copa Mercosul. No primeiro jogo no Mineirão, o "Verdão" perdeu por 2 a 1 e no segundo jogo venceu por 3 a 1 no Palestra Itália.[13]

## Nascimentos
| Data            | Nome                      | Profissão                  | Nacionalidade  | Observações |  |
| --------------- | ------------------------- | -------------------------- | -------------- | ----------- |  |
| 2 de janeiro    | Timothy Fosu-Mensah       | Futebolista                | Holanda        |             |  |
| 4 de janeiro    | Arnoldas Kulboka          | Basquetebolista            | Lituânia       |             |  |
| 8 de janeiro    | Manuel Locatelli          | Futebolista                | Itália         |             |  |
| 11 de janeiro   | Élisa de Almeida          | Futebolista                | França         |             |  |
| 12 de janeiro   | Juan Foyth                | Futebolista                | Argentina      |             |  |
| 13 de janeiro   | Gabrielle Daleman         | Patinadora Artística       | Canadá         |             |  |
| 16 de janeiro   | Nicklas Bendtner          | Futebolista                | Dinamarca      |             |  |
| 17 de janeiro   | Natalia Kaczmarek         | Velocista                  | Polónia        |             |  |
| 17 de janeiro   | Lovro Majer               | Futebolista                | Croácia        |             |  |
| 18 de janeiro   | Éder Militão              | Futebolista                | Brasil         |             |  |
| 21 de janeiro   | Pervis Estupiñán          | Futebolista                | Equador        |             |  |
| 21 de janeiro   | Borna Sosa                | Futebolista                | Croácia        |             |  |
| 22 de janeiro   | Justin Bijlow             | Futebolista                | Países Baixos  |             |  |
| 22 de janeiro   | Pedro Pereira             | Futebolista                | Portugal       |             |  |
| 25 de janeiro   | Cho Gue-sung              | Futebolista                | Coréia do Sul  |             |  |
| 30 de janeiro   | Marcus Vinicius D'Almeida | Arqueiro                   | Brasil         |             |  |
| 31 de janeiro   | Bradie Tennell            | Patinadora Artística       | Estados Unidos |             |  |
| 8 de fevereiro  | Rui Hachimura             | Basquetebolista            | Japão          |             |  |
| 12 de fevereiro | Mariana D'Andrea          | halterofilista paralímpica | Brasil         |             |  |
| 15 de fevereiro | George Russell            | Piloto                     | Inglaterra     |             |  |
| 19 de fevereiro | Felipe Meligeni Alves     | Tenista                    | Brasil         |             |  |
| 25 de fevereiro | Ismaïla Sarr              | Futebolista                | Senegal        |             |  |
| 28 de fevereiro | Hebert Conceição          | Boxeador                   | Brasil         |             |  |
| 28 de fevereiro | Teun Koopmeiners          | Futebolista                | Países Baixos  |             |  |
| 5 de março      | Matty Lee                 | saltador                   | Inglaterra     |             |  |
| 21 de março     | Ralf Aron                 | Automobilista              | Estónia        |             |  |
| 26 de março     | Gustavo Yokota            | Mesa-Tenista               | Brasil         |             |  |
| 26 de março     | Satoko Miyahara           | Patinadora Artística       | Japão          |             |  |
| 27 de março     | Haji Wright               | Futebolista                | Estados Unidos |             |  |
| 6 de abril      | Fernando Scheffer         | Nadador                    | Brasil         |             |  |
| 6 de abril      | Nahuel Molina             | Futebolista                | Argentina      |             |  |
| 6 de abril      | Nicolás González          | Futebolista                | Argentina      |             |  |
| 10 de abril     | Anna Pogorilaya           | Patinadora Artística       | Rússia         |             |  |
| 19 de abril     | Zhang Yufei               | Nadadora                   | China          |             |  |
| 22 de abril     | David Raum                | Futebolista                | Alemanha       |             |  |
| 27 de abril     | Cristian Romero           | Futebolista                | Argentina      |             |  |
| 7 de maio       | Débora Carneiro           | Nadadora paralímpica       | Brasil         |             |  |
| 7 de maio       | Beatriz Carneiro          | Nadadora paralímpica       | Brasil         |             |  |
| 7 de maio       | Dani Olmo                 | Futebolista                | Espanha        |             |  |
| 12 de maio      | Lucas Verthein            | Remador                    | Brasil         |             |  |
| 18 de maio      | Polina Edmunds            | Patinadora Artística       | Estados Unidos |             |  |
| 19 de maio      | Ana Carolina Azevedo      | Velocista                  | Brasil         |             |  |
| 20 de maio      | Wendell Belarmino         | Nadador Paralímpico        | Brasil         |             |  |
| 20 de maio      | Beatriz Souza             | Judoca                     | Brasil         |             |  |
| 21 de maio      | Aymen Barkok              | Futebolista                | Marrocos       |             |  |
| 1 de junho      | Aleksandra Soldatova      | ginasta rítmica            | Rússia         |             |  |
| 4 de junho      | Viktor Gyökeres           | Futebolista                | Suécia         |             |  |
| 15 de junho     | Hachim Mastour            | Futebolista                | Marrocos       |             |  |
| 16 de junho     | Ritsu Doan                | Futebolista                | Japão          |             |  |
| 19 de junho     | Raz Hershko               | Judoca                     | Israel         |             |  |
| 30 de junho     | Houssem Aouar             | Futebolista                | França         |             |  |
| 3 de julho      | Pedro Piquet              | Piloto                     | Brasil         |             |  |
| 18 de julho     | Alessia Orro              | Vôleibolista               | Itália         |             |  |
| 19 de julho     | Gabrielle Roncatto        | nadadora                   | Brasil         |             |  |
| 22 de julho     | Bianca Silva              | Jogadora Rugby             | Brasil         |             |  |
| 22 de julho     | Federico Valverde         | Futebolista                | Uruguai        |             |  |
| 1 de agosto     | Duda Lisboa               | Voleibolista               | Brasil         |             |  |
| 12 de agosto    | Stefanos Tsitsipas        | Tenista                    | Grécia         |             |  |
| 13 de agosto    | Dina Averina              | Ginasta                    | Rússia         |             |  |
| 15 de agosto    | Bruno Fernando            | Basquetebolista            | Angola         |             |  |
| 20 de agosto    | Paulo André Camilo        | Atleta                     | Brasil         |             |  |
| 21 de agosto    | Alan Franco               | Futebolista                | Equador        |             |  |
| 24 de agosto    | Joaquín Piquerez          | Futebolista                | Uruguai        |             |  |
| 28 de agosto    | Weston McKennie           | Futebolista                | Estados Unidos |             |  |
| 10 de setembro  | Ao Tanaka                 | Futebolista                | Japão          |             |  |
| 18 de setembro  | Christian Pulisic         | Futebolista                | Estados Unidos |             |  |
| 19 de setembro  | Jacob Bruun Larsen        | Futebolista                | Dinamarca      |             |  |
| 23 de Setembro  | Michel Macedo             | Esquiador                  | Brasil         |             |  |
| 1 de outubro    | Guilherme Costa           | Nadador                    | Brasil         |             |  |
| 1 de outubro    | Jehan Daruvala            | Piloto                     | Índia          |             |  |
| 1 de outubro    | Agustín Canobbio          | futebolista                | Uruguai        |             |  |
| 3 de outubro    | Katja Stam                | Voleibolista               | Países Baixos  |             |  |
| 3 de outubro    | Hanna Orthmann            | Voleibolista               | Alemanha       |             |  |
| 7 de outubro    | Trent Alexander-Arnold    | Futebolista                | Inglaterra     |             |  |
| 8 de outubro    | Maja Storck               | Voleibolista               | Suíça          |             |  |
| 8 de outubro    | Felipe Bardi              | Velocista                  | Brasil         |             |  |
| 11 de outubro   | Nyeme Costa               | Voleibolista               | Brasil         |             |  |
| 14 de outubro   | Kenneth Bednarek          | atleta                     | Estados Unidos |             |  |
| 27 de outubro   | Dayot Upamecano           | Futebolista                | França         |             |  |
| 29 de outubro   | Lance Stroll              | Piloto                     | Canadá         |             |  |
| 5 de novembro   | Takehiro Tomiyasu         | Futebolista                | Japão          |             |  |
| 4 de novembro   | Achraf Hakimi             | Futebolista                | Marrocos       |             |  |
| 7 de novembro   | Lincoln                   | Futebolista                | Brasil         |             |  |
| 3 de Dezembro   | Mariana Pistoia           | Esgrimista                 | Brasil         |             |  |
| 5 de dezembro   | Randal Kolo Muani         | Futebolista                | França         |             |  |
| 13 de dezembro  | Osman Bukari              | Futebolista                | Gana           |             |  |
| 17 de dezembro  | Martin Ødegaard           | Futebolista                | Noruega        |             |  |
| 18 de dezembro  | Paola Egonu               | Vôleibolista               | Itália         |             |  |
| 20 de dezembro  | Kylian Mbappé             | Futebolista                | França         |             |  |
| 24 de dezembro  | Alexis Mac Allister       | Futebolista                | Argentina      |             |  |
| 29 de dezembro  | Victor Osimhen            | Futebolista                | Nigéria        |             |  |

## Mortes
| Data           | Nome                     | Profissão         | Nacionalidade  | Observações | Ref    |
| -------------- | ------------------------ | ----------------- | -------------- | ----------- | ------ |
| 21 de setembro | Florence Griffith-Joyner | atleta, velocista | Estados Unidos | n. 1959     | [ 14 ] |
| 22 de novembro | Dan Osman                | escalador         | Estados Unidos | n. 1956     |        |
| 22 de novembro | Stu Ungar                | jogador de pôquer | Estados Unidos | n. 1953     |        |